# Micropholis guyanensis
Micropholis guyanensis,   tushmo, quina quina es una especie de planta con flor en la familia Sapotaceae. Es endémica de Costa Rica, Panamá, Antigua y Barbuda,  Dominica, Granada, Guadalupe, Martinica, Puerto Rico, Santa Lucía, San Vicente y las Granadinas, Trinidad y Tobago; Guyana, Surinam, Venezuela, Bolivia, Colombia, Ecuador, Perú, Brasil y Guayana Francesa. 

## Nombres comunes
- Rosadita, chicle bravo, abiurana-macabarana, grumixava (enlace roto disponible en Internet Archive; véase el historial, la primera versión y la última).

## Descripción
Árbol lactífero, de hasta 35 m de altura, fuste angular, contrafuertes delgados, irregulares; corteza pálida; hojas nuevas gris plateadas, o castaño doradas con pilosidad, con muchas nervaduras estrechamente paralelas, mayormente menores a 1 dm de largo, abruptamente afinadas hacia la punta mocha. Flores 3-5 juntas; corola de hasta 4 mm de largo. Fruto comestible, ovoide, de 2-5 cm de largo, unisemillada.

## Uso
Madera: peso específico de 650 a 670 kg/m³.

## Fuente
- http://www.itis.gov/servlet/SingleRpt/SingleRpt?search_topic=TSN&search_value=503826
- World Conservation Monitoring Centre 1998.  Micropholis cayennensis.   2006 IUCN Lista Roja de Especies Amenazadas,  bajado 22 de agosto de 2007